# 三原朝彦

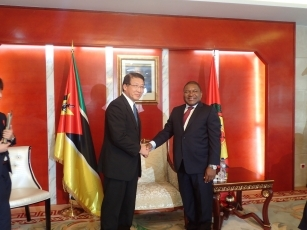
フィリッペ・ジャシント・ニュシ・モザンビーク共和国大統領と会談する三原(2020年、マプトにて)

三原 朝彦（みはら あさひこ、1947年5月23日 - ）は、日本の政治家。元衆議院議員（8期）。

## 経歴
福岡県遠賀郡遠賀町出身。1966年、福岡県立東筑高等学校卒業。1972年、一橋大学法学部を卒業。その後、アメリカ・カナダ留学 を経て父・三原朝雄の秘書等を務めた。
1986年、第38回衆議院議員総選挙に旧福岡2区から自由民主党公認（田中派）で出馬し初当選。1990年、第39回衆議院議員総選挙に旧福岡2区から自民党公認（竹下派）で出馬し2期目の当選。1992年、防衛政務次官に就任。
1993年、新党さきがけの結成に参加、第40回衆議院議員総選挙に旧福岡2区から同党公認で出馬し、3期目の当選。1995年、衆議院外務委員長に就任。1996年、新党さきがけ国会対策委員長。小選挙区制導入後の第41回衆議院議員総選挙に福岡9区（北九州市西部）から新党さきがけ公認で出馬するが、新日本製鐵などの労組勢力の強い選挙区事情もあり新進党現職北橋健治に敗北し落選（76,974票）。1997年、落選中に新党さきがけを離党し自民党に復党。
復党後は小渕派を経て、江藤・亀井派に所属。2000年、第42回衆議院議員総選挙に自民党公認で福岡9区から出馬するが、落選（81,809票）。2003年、第43回衆議院議員総選挙に自民党公認で福岡9区から出馬、選挙区では敗れるが、比例復活し4期目の当選。7年ぶりに国政に復帰した（99,091票）。2005年、第44回衆議院議員総選挙に自民党公認で福岡9区から出馬、小選挙区制移行後で初めて選挙区で勝ち上がり、5期目の当選（121,465票、北橋も比例復活で再選）。衆議院国際テロ・イラク人道支援特別委員会委員長に就任。2006年、中央政治大学院院長に就任。日韓トンネル研究会顧問に就任。2007年8月、自由民主党党国際局長に就任。2009年8月、第45回衆議院議員総選挙に自民党公認（公明党推薦）で福岡9区から出馬するが、小選挙区で民主党新人の緒方林太郎に敗れ、比例復活もならず落選。
2012年12月、第46回衆議院議員総選挙に自民党公認で福岡9区から出馬し6期目の当選。国政へ復帰。2014年12月、第47回衆議院議員総選挙に自民党公認で福岡9区から出馬し7期目の当選。自民党副幹事長。2016年1月、衆議院原子力問題特別委員会委員長。2017年10月、第48回衆議院議員総選挙に自民党公認で福岡9区から出馬し8期目の当選。自由民主党総務会副会長。世界銀行国会議員連盟会長。
2021年10月、第49回衆議院議員総選挙に自民党公認で福岡9区から出馬したが無所属の緒方に敗れ落選。翌月末に事務所を閉鎖した。

## 政策
- 憲法9条の改正と集団的自衛権の行使容認に賛成。
- アベノミクスを評価する。
- 原発は日本に必要だ。
- ヘイトスピーチの法規制に反対。
- 特定秘密保護法は日本に必要だ[8]。
- 選択的夫婦別姓制度導入に賛成[9][10][11]。
- 「消費税0%の検討」を掲げた『国民を守るための「真水100兆円」令和2年度第2次補正予算に向けた提言』に賛同している[12]。
- 健康増進法を努力規定ではなく義務規定として、受動喫煙防止を徹底することに反対。「規制で効果上るとは思わない」「強制的な規則や禁止は逆に潜伏する」と述べている[13]。

## 人物
- 中選挙区の時代は、旧筑前国のうち北九州市西部と遠賀・直鞍・嘉飯山地域からなる旧福岡2区を地盤としていた。旧福岡2区は、小選挙区制導入後は北九州市地域の福岡9区と、それ以外の地域の福岡8区とに分かれた。三原は遠賀町が地元であるため本来の地盤は福岡8区だが、この地は飯塚市出身の麻生太郎にとっても地盤である。そこで、1996年当時、三原が所属していたさきがけは自民党と連立政権を組んでいたこともあり、当時の最大野党である新進党や同じく日本労働組合総連合会を中心とした新党（旧民主党）に対抗するために調整が行われた結果、遠賀町は北九州市に近いという理由から、三原が9区に回った。
- 衆議院外務委員長や自由民主党国際協力調査会会長などを務め、アフリカ諸国に対する国際協力などに取り組む[14]。
- 2017年7月山際大志郎議員とオマーンを訪問し、齊藤貢特命全権大使らとスナイディ商工相と意見交換を行ったのち、住友商事幹部らとアル・グブラIWP事業の視察などを行った[15]。

### 家族・親族
- 父は文部大臣や防衛庁長官を務めた三原朝雄。
- 兄は元北九州市議会議員の三原征彦。甥の三原朝利（征彦の息子）も元北九州市議[16]。
- 家族は妻、長女、次女[17]。

### 統一教会との関係
- 三原が支部長を務める自民党福岡県第9選挙区支部が第43回衆議院議員総選挙直前の2003年11月6日に統一教会（現・世界平和統一家庭連合）の関連団体である「世界平和連合」から30万円の政治献金を受け取っていたことが、福岡県選挙管理委員会が公表した政治資金収支報告書から判明している[18]。
- 2021年6月11日、統一教会の関連団体「天宙平和連合」が創設した世界平和国会議員連合の日本の議員連盟「日本・世界平和議員連合懇談会」の総会が衆議院第一議員会館で開催。三原を含む20人の国会議員が出席し[19]、三原は副会長に就任した。同議連は前年に設立された団体で、初代会長は大野功統だった[20][21]。総会で会長に選出された原田義昭は6月15日、フェイスブックにその旨を記載するとともに、出席議員と国際勝共連合会長の梶栗正義がガッツポーズをする写真を掲載した[19][21]。翌16日、原田は投稿から写真だけ削除した[22]。教団は同年10月の衆院選に立候補した議連参加者を支援し、電話かけなどを熱心に行った[19]。
- 2022年6月13日、「日本・世界平和議員連合懇談会」は総会を開催。三原は顧問に就任した。同じく顧問の国際勝共連合会長の梶栗が講演をし、講演の際、統一教会の関連団体「平和政策研究所（IPP）」が発行する「政策情報レポート」が配られた。総会資料のアンケート用紙には、梶栗が会長を務める統一教会の友好団体「世界平和連合」に関する記述があり、「次期参議院選挙の地方区で、世界平和連合の応援を希望する議員がおられればお書き下さい」と書かれてあった[23]。

## 所属団体・議員連盟
- 自民党たばこ議員連盟[24]
- 世界平和国会議員連合
- 神道政治連盟国会議員懇談会[25]
- 日本会議国会議員懇談会
- 国際連帯税創設を求める議員連盟
- 先端技術開発促進議員連盟
- 住宅対策促進議員連盟
- 地域航空システム推進議員連盟
- 世界連邦日本国会委員会
- スポーツ議員連盟
- 畜産振興議員連盟
- 憲法調査推進議員連盟
- 農村振興議員協議会
- 郵政事業懇話会
- 自民党国際人材議員連盟
- 日本・AU議員連盟
- 政令指定都市議会議員連盟
- 珠算教育振興議員連盟
- カナダ日本国会議員連盟
- 日本カナダ友好議員連盟
- 日韓議員連盟
- 中小企業金融機関振興議員連盟
- 新税制研究会
- 宇宙開発推進議員連盟
- 北京オリンピックを支援する議員の会
- TPP交渉における国益を守り抜く会
- 工業再配置促進議員連盟
- 司法書士制度推進議員連盟
- 自動車整備議員連盟
- オイスカ国際活動促進議員連盟
- 果樹振興議員連盟
- 長寿社会対策議員連盟
- 情報産業振興議員連盟
- 民間活力推進議員連盟

## 選挙歴
| 当落 | 選挙                   | 執行日         | 年齢 | 選挙区              | 政党         | 得票数     | 得票率 | 定数 | 得票順位 /候補者数 | 政党内比例順位 /政党当選者数 |
| ---- | ---------------------- | -------------- | ---- | ------------------- | ------------ | ---------- | ------ | ---- | ------------------ | ---------------------------- |
| 当   | 第38回衆議院議員総選挙 | 1986年07月06日 | 39   | 旧福岡2区           | 自由民主党   | 8万3204票  | 14.67% | 5    | 4/6                | /                            |
| 当   | 第39回衆議院議員総選挙 | 1990年02月18日 | 42   | 旧福岡2区           | 自由民主党   | 9万643票   | 16.13% | 5    | 3/6                | /                            |
| 当   | 第40回衆議院議員総選挙 | 1993年07月18日 | 46   | 旧福岡2区           | 新党さきがけ | 10万201票  | 19.10% | 5    | 2/6                | /                            |
| 落   | 第41回衆議院議員総選挙 | 1996年10月20日 | 49   | 福岡9区             | 新党さきがけ | 7万6974票  | 35.74% | 1    | 2/3                | /                            |
| 落   | 第42回衆議院議員総選挙 | 2000年06月25日 | 53   | 福岡9区             | 自由民主党   | 8万1809票  | 34.92% | 1    | 2/4                | /                            |
| 比当 | 第43回衆議院議員総選挙 | 2003年11月09日 | 56   | 比例九州（福岡9区） | 自由民主党   | 9万9091票  | 43.65% | 21   | 2/3                | 6/8                          |
| 当   | 第44回衆議院議員総選挙 | 2005年09月11日 | 58   | 福岡9区             | 自由民主党   | 12万1465票 | 47.63% | 1    | 1/3                | /                            |
| 落   | 第45回衆議院議員総選挙 | 2009年08月30日 | 62   | 福岡9区             | 自由民主党   | 10万9807票 | 42.59% | 1    | 2/4                | /                            |
| 当   | 第46回衆議院議員総選挙 | 2012年12月16日 | 65   | 福岡9区             | 自由民主党   | 9万7419票  | 45.99% | 1    | 1/4                | /                            |
| 当   | 第47回衆議院議員総選挙 | 2014年12月14日 | 67   | 福岡9区             | 自由民主党   | 8万7892票  | 47.20% | 1    | 1/3                | /                            |
| 当   | 第48回衆議院議員総選挙 | 2017年10月22日 | 70   | 福岡9区             | 自由民主党   | 9万1329票  | 45.71% | 1    | 1/3                | /                            |
| 落   | 第49回衆議院議員総選挙 | 2021年10月31日 | 74   | 福岡9区             | 自由民主党   | 7万6481票  | 40.18% | 1    | 2/3                | /                            |

## 著作
- 『普通の人から政治家へ－お金のハードルを越えて－』せいごの会、1996年5月。